# Drosophila cordata (artundergrupp)
Drosophila cordata är en artundergrupp som innehåller två arter. Artundergruppen ingår i släktet Drosophila, undersläktet Sophophora och artgruppen Drosophila saltans.
Artundergruppen Drosophila cordata skildes evolutionärt sett först från resten av artundergrupperna inom artgruppen Drosophila saltans.

## Lista över arter i artundergruppen
- Drosophila cordata
- Drosophila neocordata